# Періаденіт
Періадені́т (від грец. περί — біля та άδήν — залоза) — запалення капсули залози та прилеглої клітковини. Головно термін застосовується до запалення лімфатичної залози (перілімфаденіт) і рідше — до дрібних залоз слизових оболонок і шкіри, що не мають спеціяльних назв.

## Морфологія
Морфологічна картина періаденіту залежить від характеру процесу в залозі. При гострих негнійних аденітах в капсулі та прилеглій клітковині спостерігається гіперемія, запальний набряк, інфільтрація та крововиливи. Інтенсивність вказаних ознак відрізняється залежно від етіології процесу. Інколи на перший план виступає серозне просочування тканини (шийні залози при дифтерії зіва; регіонарні лімфатичні залози при сибірковому карбункулі), обширні та чисельні крововиливи (токсичні форми дифтерії, бубонна чума, сап), клітинна інфільтрація з подальшим тотальним некрозом із картиною твердої флегмони (шийні лімфатичні залози при скарлатині), розвиток в залозах гнійних фокусів (шийні лімфатичні залози при скарлатині та пахвинні при м'якому шанкрі). Більш обширне поширення процесу на довколишню клітковину та м'язи називають аденофлегмоною.